# 溫菲爾德 (伊利諾伊州)
溫菲爾德（英語：Winfield）是位於美國伊利諾伊州杜佩奇縣的一個村落。

## 地理
溫菲爾德的座標為41°51′57″N 88°09′25″W / 41.86583°N 88.15694°W，而該地最高點為海拔高度235米（即771英尺）。

## 人口
根據2010年美國人口普查的數據，溫菲爾德的面積為8.02平方千米，當中陸地面積為7.92平方千米，而水域面積為0.10平方千米。當地共有人口8,540人，而人口密度為每平方千米1,064人。